# Burning Japan Live 1999
Burning Japan Live 1999 este primul album live al trupei suedeze de death metal melodic Arch Enemy. Tipărit inițial doar în Japonia, albumul a fost retipărit în 2000 la nivel mondial datorită cererii fanilor.
Ediția originală din Japonia este editată pe CD Extra și ambalată cu supracopertă specială.

## Lista pieselor de pe album
1. "The Immortal"                     - 03:48
2. "Dark Insanity"	             - 03:44
3. "Dead Inside"	                     - 04:16
4. "Diva Satanica"	             - 04:12
5. "Pilgrim"	                     - 04:40
6. "Silverwing"	                     - 04:14
7. "Beast of Man"                     - 03:34
8. "[bass intro] / Tears of the Dead" - 06:11
9. "Bridge of Destiny"	             - 05:27
10. "Transmigration Macabre"           - 04:13
11. "Angelclaw"	                     - 04:28

- Piesele 2 și 10 sunt de pe albumul Black Earth
- Piesele 4, 7, 8 și 9 sunt de pe albumul Stigmata
- Piesele 1, 3, 5, 6 și 11 sunt de pe albumul Burning Bridges

## Componența trupei
- Johan Liiva - Voce
- Michael Amott - Chitară
- Christopher Amott - Chitară
- Sharlee D'Angelo − Bas
- Daniel Erlandsson − Tobe

## Producția albumului
- Produs de Fredrik Nordström
- Aranjament de Fredrik Nordström
- Înregistrare și mixări între octombrie 1999 - noiembrie 1999